# 서상원 (1991년)
서상원(1991년 5월 18일~)은 대한민국의 배우이다.

## 학력
- 영신고등학교

## 연기 활동

### 드라마
- 1996년 KBS1 대하드라마 《용의 눈물》 ... 어린 효령대군 역(장성원 아역)
- 1997년 KBS2 주말연속극 《웨딩드레스》 ... 초록 역
- 1998년 KBS1 대하드라마 《왕과 비》 ... 어린 해양대군(예종) 역(주민준 아역)
- 1998년 KBS2 미니시리즈 《순수》 ... 어린 진우 역(류시원 아역)
- 2000년 KBS2 대하드라마 《천둥소리》 ... 어린 허균 역(최재성 아역)
- 2008년 SBS 일일연속극 《애자 언니 민자》 ... 박동진 역
- 2009년 MBC 대하드라마 《선덕여왕》 ... 어린 박의 역(장희웅 아역)

### 영화
- 2010년 《카페 서울》

### 광고
- 1996년 한국얀센 어린이 타이레놀